# Либеличе
Либеличе (на словенски: Libeliče) е село в Словения, Корошки регион, община Дравоград. Според Националната статистическа служба на Република Словения през 2015 г. селото има 204 жители.